# (63162) Davidčapek
(63162) Davidčapek, désignation internationale (63162) Davidcapek, est un astéroïde de la ceinture principale.

## Description
(63162) Davidcapek est un astéroïde de la ceinture principale. Il fut découvert le 22 décembre 2000 à l'Observatoire d'Ondřejov par Petr Pravec et Peter Kušnirák. Il présente une orbite caractérisée par un demi-grand axe de 3,16 UA, une excentricité de 0,16 et une inclinaison de 17,5° par rapport à l'écliptique.

## Compléments